# Rio Carassu (Eder)
O rio Carassu (em turco: Karasu çayı[a]), historicamente chamada Guineguim (em armênio: Գինեգույն, Gineguyn), Acorri (Ակոռի, Akoṙi), Garaurte (Գարաուրտ, Garaurt), Guina (Գինա, Gina) ou Guino (Գինո, Gino), é um rio da Turquia, localizado no distrito de Araleque, na província de Eder.

## Geografia
Administrativamente, o Carassu flui através do distrito de Araleque, na província de Eder. Nasce no sopé norte do monte Ararate e passa perto da aldeia de Ienidoane (antiga Acorri), onde irriga jardins e campos próximos, e termina seu curso no rio Aras, onde deságua na margem direita. Sua vazão é de 5 metros cúbicos por segundo e seu comprimento é de 10,5 quilômetros. Se parece com um canal e sua largura é de três metros em média, sua profundidade é de três a quatro metros em alguns lugares, com uma média de 1,5 metro.
As nascentes nas aldeias de Bulacbaxe, Gurgore e Iazleque, que alimentam o Carassu, emergem do contato de basalto e aluvião no sopé do Ararate. Sua vazão é alta, seu pH é de 7,4-8,2, sua dureza é média, é baixo em sódio e médio em sal. Embora as águas do Carassu não sejam salgadas na fonte, o teor de sal aumenta à medida que se movem pelas terras áridas de Eder. Lagoas de água se formam em alguns lugares ao longo do rio e essas áreas são importantes à vida selvagem. O ratão-do-banhado (Myocastor coypus), um mamífero aquático sul-americano introduzido na Europa e Ásia, vive no Carassu e no Aras.

## História
O rio foi mencionado por Moisés de Corene (século V) em relação às lendas populares a respeito da morte do rei artaxíada Artavasdes I (r. 160–115 a.C.): segundo o relato, Artavasdes dirigiu-se ao monte Ararate para caçar próximo ao rio, onde foi acometido de uma súbita tontura, se virou em seu cavalo e caiu num grande poço, sem deixar vestígios. Em Carassu também estava localizado o palácio-residência de verão de Huceine Cã Sardar do canato de Erevã, com sua bacia de fonte fria, que foi destruído no sismo de junho de 1840.